# Maja Löcker
Maja Löcker (* 16. September 2003 in Aachen) ist eine deutsche Volleyballspielerin. Die Außenangreiferin spielte von 2020 bis 2022 bei den Ladies in Black Aachen.

## Karriere
Löcker begann ihre Karriere am St.-Ursula-Gymnasium in Aachen. Dort war die ehemalige Aachener Zweitliga-Spielerin Martha Archontoglou ihre Sportlehrerin und brachte sie zum Volleyball, nachdem Löcker sich zuvor auch für Tennis und Turmspringen interessiert hatte. 2014 kam sie zum PTSV Aachen, dem Hauptverein der Ladies in Black Aachen. Sie spielte in der U20-Mannschaft und mit der zweiten Mannschaft in der Regionalliga. 2020 rückte die Außenangreiferin in den Bundesliga-Kader der Ladies in Black auf und hatte im Heimspiel gegen Schwarz-Weiss Erfurt ihren ersten Einsatz. Parallel sammelte sie aber weiterhin in den anderen Teams Spielpraxis. Mit dem Erstliga-Team erreichte sie im DVV-Pokal 2020/21 das Viertelfinale und unterlag als Tabellenachte der Bundesliga-Hauptrunde im Playoff-Viertelfinale gegen den Dresdner SC.
Zur Saison 2022/23 gehört sie nicht mehr dem Bundesligakader der Ladies in Black Aachen an und spielt künftig wieder in der 2. Mannschaft des PTSV Aachen in der 3. Liga. 